# Savoyard Centre
El Savoyard Center (1900), también conocido como State Savings Bank, es un edificio de oficinas en 151 West Fort Street en Downtown de Detroit, Míchigan. Fue designado Sitio Histórico del Estado de Míchigan en 1981 y se incluyó en el Registro Nacional de Lugares Históricos en 1982. Otro marcador histórico erigido el 13 de noviembre de 1964, también señala que el sitio fue ocupado anteriormente por Fort Lernoult hasta el 11 de julio de 1796, cuando, de conformidad con los términos del Tratado de París que puso fin a la Guerra de Independencia de los Estados Unidos, las tropas británicas habían evacuado a sus últimos puesto en territorio de los Estados Unidos.

## Historia
El State Savings Bank se organizó en 1883 y compró el sitio en la esquina de Fort y Shelby en 1898, momento en el que era el banco más grande de Detroit. Encargaron al destacado arquitecto Stanford White que diseñara el banco neoclásico. Las paredes interiores y exteriores son de mármol blanco. La entrada principal está en un pórtico empotrado y enmarcado por dos columnas jónicas de 8,5 m de altura y un peso de 25.000 kg. Sobre la entrada hay un cartucho con el escudo de armas de Míchigan flanqueado por dos figuras que representan la industria y el comercio.
En 1907, la Caja de Ahorros del Estado se fusionó con la Caja de Ahorros del Pueblo para formar el Banco del Estado del Pueblo, que requería un edificio más grande. La estructura original daba a Fort Street, pero se extendía solo 42 m de profundidad. En 1914, el banco contrató a Donaldson y Meier para diseñar una adición al edificio. La estructura resultante duplicó el tamaño original al extender el edificio a Congress Street. La adición es casi indistinguible del original.
La sala de banca principal de dos pisos en el interior está rodeada de columnatas arqueadas. Las columnatas están divididas por pilastras jónicas. El segundo piso ocupa las partes superiores de los arcos y el vidrio esmerilado permite que la luz pase entre los espacios. El artesonado es de yeso moldeado y es un poco más ornamentado en la parte de 1898 del edificio. La bóveda principal se encontraba en la parte trasera de la estructura original y la adición de 1914 la colocó en el medio del piso del banco. En el arco sobre la entrada de Congress Street hay un mural del artista estadounidense Thomas Wilmer Dewing. Es una representación alegórica de la ciudad de Detroit flanqueada por Comercio y Agricultura. La pintura se completó en 1900 y se colocó en su posición actual después de que la estructura se expandiera en 1914.
El banco se fusionó nuevamente en 1927 para convertirse en el Peoples Wayne County Bank, pero desapareció en los fracasos financieros de la Gran Depresión. Posteriormente, la sede del Banco Nacional de Fabricantes de Edsel Ford ocupó el edificio. En la década de 1960, se construyó un puente peatonal en Shelby Street para conectar los dos edificios que entonces ocupaba el Manufacturer's Bank. El edificio se utilizó continuamente como banco hasta la década de 1980, cuando se convirtió en una sala de exposición de suministros de oficina.
En agosto de 2013, el edificio se puso en peligro debido a que los propietarios propusieron la demolición y conversión de la propiedad en un estacionamiento de superficie. Bedrock Real Estate Services, una compañía propiedad del empresario local Dan Gilbert, agregó la estructura a su cartera de 65 propiedades en Detroit el 13 de diciembre de 2014. La compañía no reveló el precio de compra ni los posibles planes.
El nombre actual se toma del cercano arroyo Savoyard, nombrado por los primeros colonos que llegaron a la zona desde la  región histórica de Saboya, al suroriente de Francia. El arroyo comenzaba en el sitio actual de Lafayette Park y corría paralelo a Congress Street hasta el pie de Fourth Street, donde desembocaba en el río Detroit. Con el tiempo, el arroyo se convirtió en una alcantarilla abierta hasta que las quejas de los residentes cercanos hicieron que la ciudad lo cerrara e incorporara al sistema de alcantarillado en 1836. Los grandes almacenes Julian Scott estaban ubicados en 151 West Fort Street.

## Galería

El edificio hacia 1920
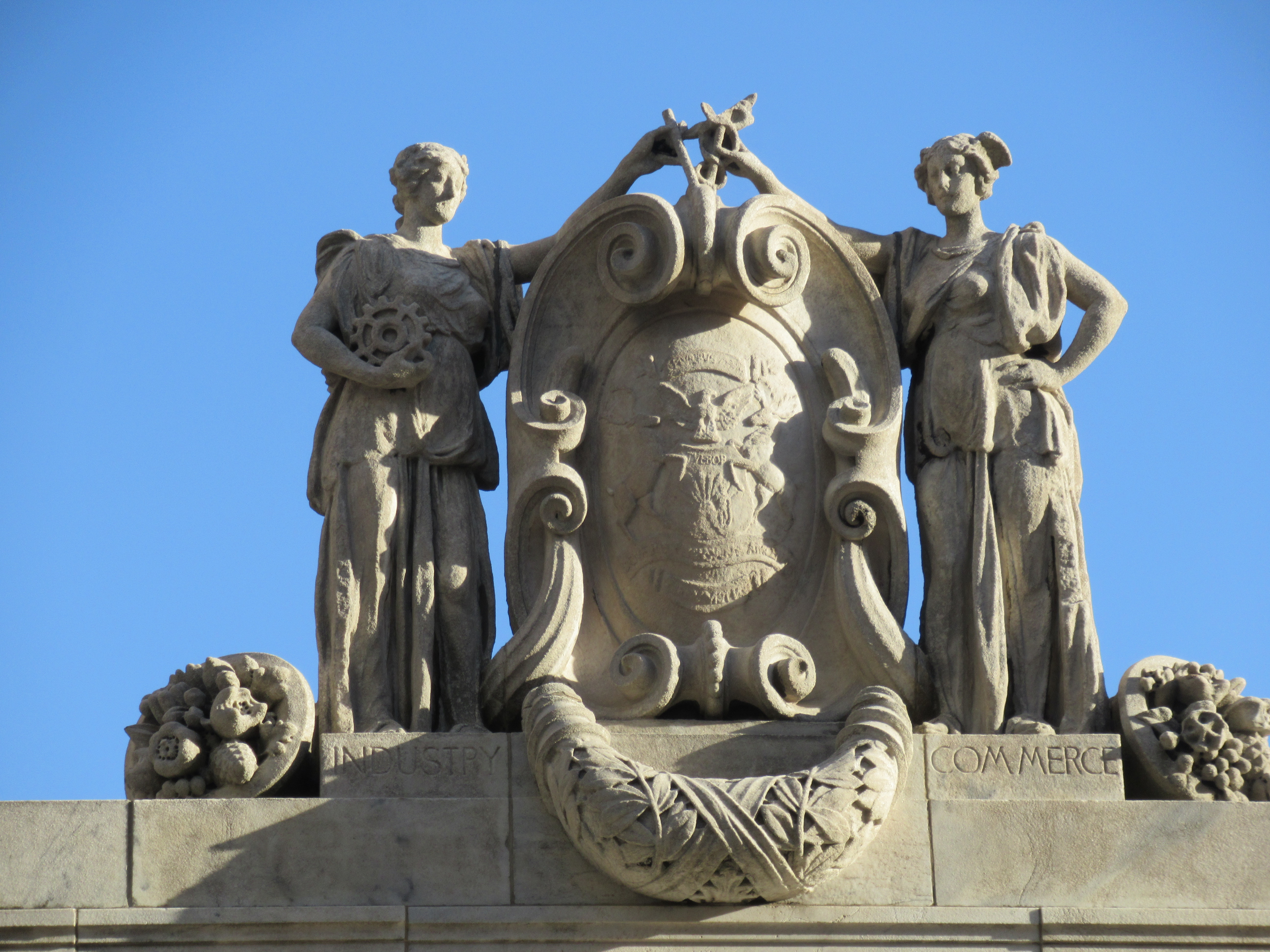
Estatuas de la fachada